# 郝春文
郝春文（1955年7月4日—），男，北京通州人，中国历史学家、敦煌学家，曾任首都师范大学历史学院院长。

## 经历
1979年考入北京师范学院历史系，1983年获历史学学士学位，后又留校深造，师从宁可教授。1986年获历史学硕士学位，毕业后留北京师范学院（1992年改称首都师范大学）任教，历任助教、讲师、副教授等职，1994年被破格晋升为教授。1999年获历史学博士学位。1999年9月至2000年9月，获得国家留学基金委员会和北京市的共同资助，在伦敦英国国家图书馆访学一年，从事“英藏敦煌社会历史文献整理与研究”课题工作，完成了《英藏敦煌文献》1-6卷图版的核对。2000年获国务院政府特殊津贴。2006年任首都师范大学历史系（2007年升格为历史学院）主任。

## 社会兼职
- 敦煌学国际联络委员会执行委员（2001年－）
- 中国敦煌吐鲁番学会副会长（2001年－2010年）
- 中国敦煌吐鲁番学会会长（2010年－2020年）
- 国家社会科学基金学科评审组专家（2009年－）
- 北京市学位委员会委员（2013年－2016年）
- 中国敦煌石窟保护研究基金会专家委员会主任委员（2023年4月－2028年4月）[4]

## 荣誉
- 北京市优秀教师（2013年）
- 全国教育系统先进工作者（2014年）
- 北京市有突出贡献人才（2016年）
- 北京市优秀研究生指导教师（2022年）[5]

## 出版物
- 《敦煌的历史和文化》（合著）（新华出版社，1993年）
- 《中国时期社邑研究》（新文丰出版社，1995年）
- 《敦煌社邑文书辑校》（合著）（江苏古籍出版社，1997年）
- 《唐后期五代宋初敦煌僧尼的社会生活》（中国社会科学出版社，1998年）（2002年获第二届郭沫若历史学奖三等奖）
- 《敦煌文献论集》（辽宁人民出版社，2001年）
- 《英藏敦煌文献》（参编）